# Aimulosia
Aimulosia is een geslacht van de familie Buffonellidae. Deze familie maakt deel uit van de orde Cheilostomatida uit de klasse van de Gymnolaemata en de stam Mosdiertjes.

## Soorten
- Aimulosia antarctica (Powell, 1967)
- Aimulosia australis Jullien, 1888
- Aimulosia costata (Powell, 1967)
- Aimulosia floridana Osburn, 1947
- Aimulosia japonica (Ortmann, 1890) (taxon inquirendum)
- Aimulosia marsupium (MacGillivray, 1869)
- Aimulosia palliolata (Canu & Bassler, 1928)
- Aimulosia uvulifera (Osburn, 1914)
- Aimulosia weddellensis De Blauwe & Gordon, 2014